# Estácio de Sá
Estácio de Sá (født 1520, død 20. februar 1567) var en portugisisk militærmand, der grundlagde Rio de Janeiro og var dens første generalguvernør.
Estácio de Sá kom til den portugisiske koloni Brasilien i 1563 på foranledning af generalguvernøren, hans onkel Mem de Sá, med det formål at fordrive franske kolonialister og grundlægge en by i området omkring Guanabarabugten (der også var kendt som Rio de Janeiro, da bugten første gang blev observeret af den portugisiske opdagelsesrejsende Gaspar de Lemos den 1. januar 1502).
I henhold til Tordesillastraktaten (1494), der delte den nye verden mellem Spanien og Portugal, tilhørte området Portugal, men traktaten blev ikke anerkendt af Frankrig, der i 1555 under ledelse af admiral Nicolas Durand de Villegaignon (1510-1571), havde etableret en koloni, France Antarctique, syd for de eksisterende portugisiske kolonier.
Forberedelserne er besværlige og først to år senere ankom ekspeditionsstyrken til området, hvor Estácio de Sá den 1. marts 1565 grundlægger byen São Sebastião do Rio de Janeiro, i nærheden af det markante bjerg Sukkertoppen, og efterfølgende brugte den som udgangspunkt for offensiven mod franskmændene.
De næste to år bekæmper han franskmændene og deres indfødte allierede, men den 20 januar 1567, i det afgørende slag ved Uruçu-mirim, den nuværende Flamengo strand, bliver han ramt af en pil i øjet, og dør en måned senere, formodentlig af betændelse i såret.